# Sebastjan Gobec
Sebastjan Gobec (Celje, 6 dicembre 1979) è un dirigente sportivo ed ex calciatore sloveno, di ruolo centrocampista, attuale direttore sportivo del Celje.

## Caratteristiche tecniche
Terzino sinistro, può giocare anche da mediano.

## Carriera

### Club
Autentica bandiera del Celje, società per la quale gioca dal 1997, nel 2008 è ceduto in prestito ai belgi del Sint-Truiden. Nel 2005 la società slovena conquista la sua prima coppa nazionale.

### Nazionale
Il 9 febbraio del 2005 esordisce in Nazionale giocando contro la Repubblica Ceca (0-3).

## Palmarès

### Club

#### Competizioni nazionali
- Pokal Nogometne zveze Slovenije: 1

Publikum Celje: 2004-2005